# Bembidion fasciolatum
Bembidion fasciolatum es una especie de escarabajo del género Bembidion, familia Carabidae. Fue descrita científicamente por Duftschmid en 1812.
Habita en Albania, Austria, Bélgica, Bosnia y Herzegovina, Bulgaria, Croacia, Chequia, Francia, Alemania, Hungría, Italia, Países Bajos, Polonia, Serbia, Eslovaquia, Eslovenia, España, Suiza y Ucrania.